# Byron Mullens
Byron James „B.J.” Mullens (ur. 14 lutego 1989 w Canal Winchester) – amerykański profesjonalny koszykarz, grający na pozycji środkowego, posiadający także brytyjskie obywatelstwo, obecnie zawodnik London Lions.
W 2008 wystąpił w meczu gwiazd amerykańskich szkół średnich - McDonald’s All-American.
Absolwent uniwersytetu Ohio. Do NBA dołączył w 2009, gdy Dallas Mavericks wybrali go z 24 numerem draftu 2009.
11 października 2017 został zawodnikiem irańskiego Sanat Naft Abadan.
9 września 2018 dołączył do chińskiego Guangxi Weizhuang, występującego w lidze NBL. 23 grudnia podpisał umowę z japońskim Levanga Hokkaido Sapporo.
28 lutego 2020 zawarł kontrakt z hiszpańskim Movistar Estudiantes Madryt. 20 sierpnia podpisał kontrakt z angielskim London Lions.

## Osiągnięcia
Stan na 24 sierpnia 2020, na podstawie, o ile nie zaznaczono inaczej.
NCAA
- Uczestnik turnieju NCAA (2009)

Indywidualne
- Zaliczony do składu honorable mention All-D-League (2010)
- MVP tygodnia D-League (19.03.2018)